# Osseweiderpolder
De Osseweiderpolder (ook: Osseweidermolenpolder) is een voormalig waterschap (molenpolder) in de provincie Groningen. De spinnekopmolen dateerde uit 1807, het molencontract uit 1828. De molen werd in 1930 vervangen door een elektrisch gemaal.
Het waterschap lag ten noordoosten van Siddeburen in de hoek tussen de Oudeweg (zuidgrens) en de Ooster Zandenweg (westgrens). De oostgrens lag bij de Munnikesloot en de noordgrens halverwege de Ooster Zandenweg. De molen sloeg uit op de Munnikesloot en stond zo'n 650 m ten noorden van de Oudeweg.
In 1931 werd het deel van de Ooster Tjuchemerpolder dat ten zuiden van het Afwateringskanaal lag, toegevoegd aan het waterschap, waardoor de grootte 246 ha werd. In 1966 en ging het samen met de Noordelijke Siddebuursterpolder op in de Huisweersterpolder.
Waterstaatkundig gezien ligt het gebied sinds 2000 binnen dat van het waterschap Hunze en Aa's.